# Diomede
Diomede (in greco antico: Διομήδης?, Diomḕdēs) è un personaggio della mitologia greca. Figlio di Tideo e di Deipile, fu uno dei principali eroi achei della guerra degli Epigoni e della guerra di Troia. Oltre all'importanza come guerriero, Diomede assume un ruolo rilevante come diffusore della civiltà, specie nell'Adriatico.
Re di Argo, partecipò alla guerra di Troia dalla parte di Agamennone e degli Achei, durante la quale si distinse molto presto in battaglia. Guerriero valorosissimo, assume un ruolo centrale all'interno dell'Iliade di Omero, specialmente nel V canto, dedicatogli interamente, che, probabilmente, si rifaceva a un poema epico preesistente che vedeva la figura di Diomede come protagonista.
Dopo Achille e Aiace Telamonio, fu il più valoroso eroe dell'esercito acheo.
Il mito di Diomede è stato ripreso da numerosi autori antichi posteriori a Omero, come Virgilio, che lo inserirà nel suo poema epico, l'Eneide, e come Quinto Smirneo nei Posthomerica.

## Mito

### Origini

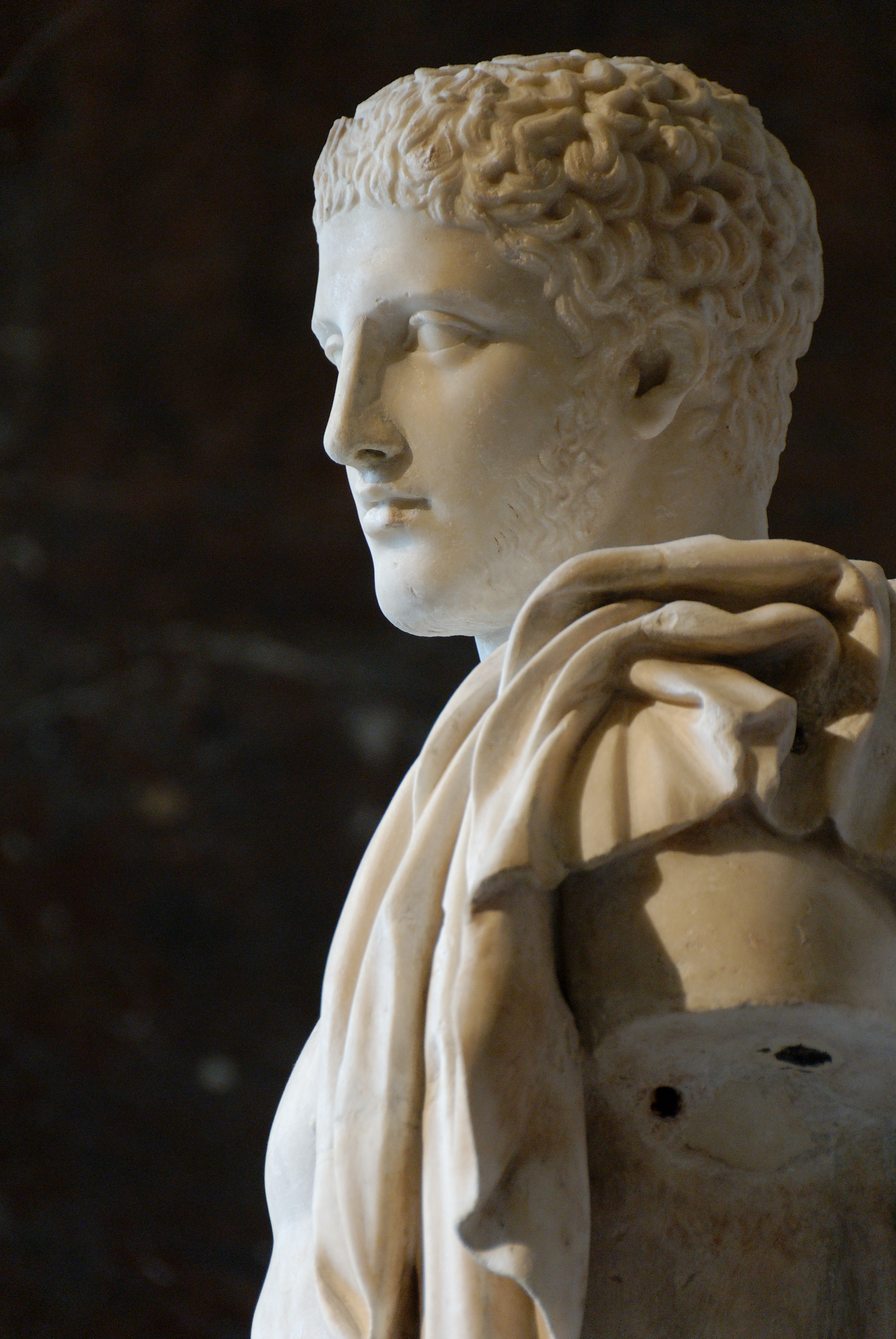
Busto in marmo raffigurante, Diomede. Copia in marmo di un originale del V secolo a.C
Il busto è collocato all'interno della collezione del cardinale Richelieu, esposta al Museo del Louvre dal 1801; attualmente si trova nel Dipartimento di antichità greca, etrusca e romana, al piano terra, stanza 10.

I suoi sei cugini, figli dello zio Agrio, Celeutore, Licopeo, Melanippo, Onchesto, Protoo e Tersite, decisero di deporre il nonno Oineo dal trono di Calidone, su cui regnava, e che, essendo molto anziano, era incapace di difendersi, e insediarono così il loro padre. Oineo venne tenuto sì in vita ma incatenato tra le torture dei nipoti. Allora Diomede, nato in esilio, ad Argo, detta l'Inclita, dopo essere arrivato a Calidone in gran segreto con l'aiuto di Alcmeone, uccise uno dopo l'altro i figli di Agrio, usurpatori del trono, rimettendo il nonno al capo del regno. E dal momento che questi era ormai molto avanti negli anni, Diomede affidò il regno ad Andremone, marito di Gorga, e perciò genero di Oineo. Dei figli di Agrio, solo Tersite e Onchesto sfuggirono alla strage e si rifugiarono nel Peloponneso, mentre Agrio, espulso dal regno, si tolse la vita. L'eroe portò Oineo con sé ad Argo.
Diomede passò la giovinezza ad allenarsi nell'arte della guerra insieme ai sei figli degli altri comandanti morti a Tebe, nel desiderio di vendicare la morte del padre, di ridare il trono a suo nonno e di far trionfare così la giustizia. Una volta adulti, Diomede e i suoi compagni furono i sette Epigoni: indissero la seconda guerra contro Tebe e la vinsero. Durante la guerra però morì il Re di Argo.

### Re di Argo
Quando Elena, la figlia di Zeus e Leda, raggiunse l'età da marito, la sua bellezza attirò al palazzo del suo patrigno Tindaro re e principi di tutta la Grecia che pretesero la sua mano, in cambio di ricchi doni.
Giovane e bello, Diomede, insieme ad altri principi della Grecia, si presentò al palazzo di Tindaro per chiedere Elena in moglie.
Ad Argo Diomede si sposò con Egialea, la figlia ormai orfana del re, e diventò così sovrano della città. Avrebbe voluto governare in pace e dedicarsi alle gioie familiari ma ben presto dovette partire per la guerra di Troia.

### Guerra di Troia
(Omero, Iliade, V, 1-6)

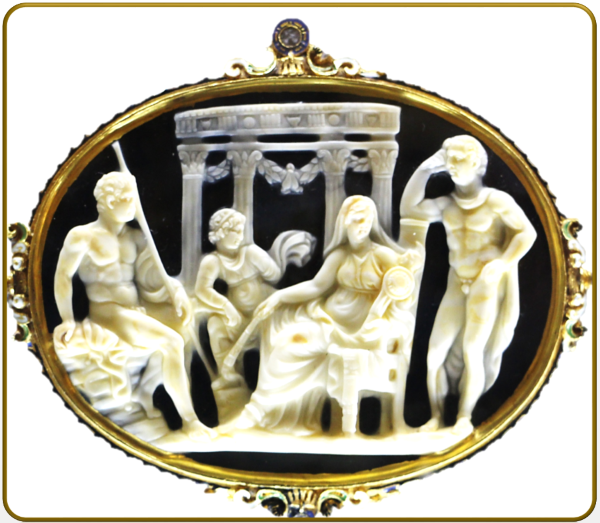
Ulisse e Diomede nell'atto di impadronirsi del Palladio, Calcedonio, 1500-50 ca.

Diomede partì alla volta di Troia con 80 navi da guerra (un gran numero per quell'epoca) e arrivò addirittura a scendere in campo contro Ettore, Enea e gli dei stessi: ferì Afrodite, accorsa per aiutare il figlio, e l'amante di lei, Ares, dio della guerra.
Diomede era protetto dalla dea Atena. Omero afferma che, durante le battaglie, Diomede era simile ad un torrente in piena, che tutto travolge. Come è raccontato nell'Iliade, in particolare nei libri V e VI, Diomede compì molte gesta eroiche, uccidendo diversi guerrieri, tra cui i fratelli Xanto e Toone, l'arciere Pandaro, Dreso e il giovane possidente Assilo insieme all'auriga Calesio.

#### Lo scontro con Enea

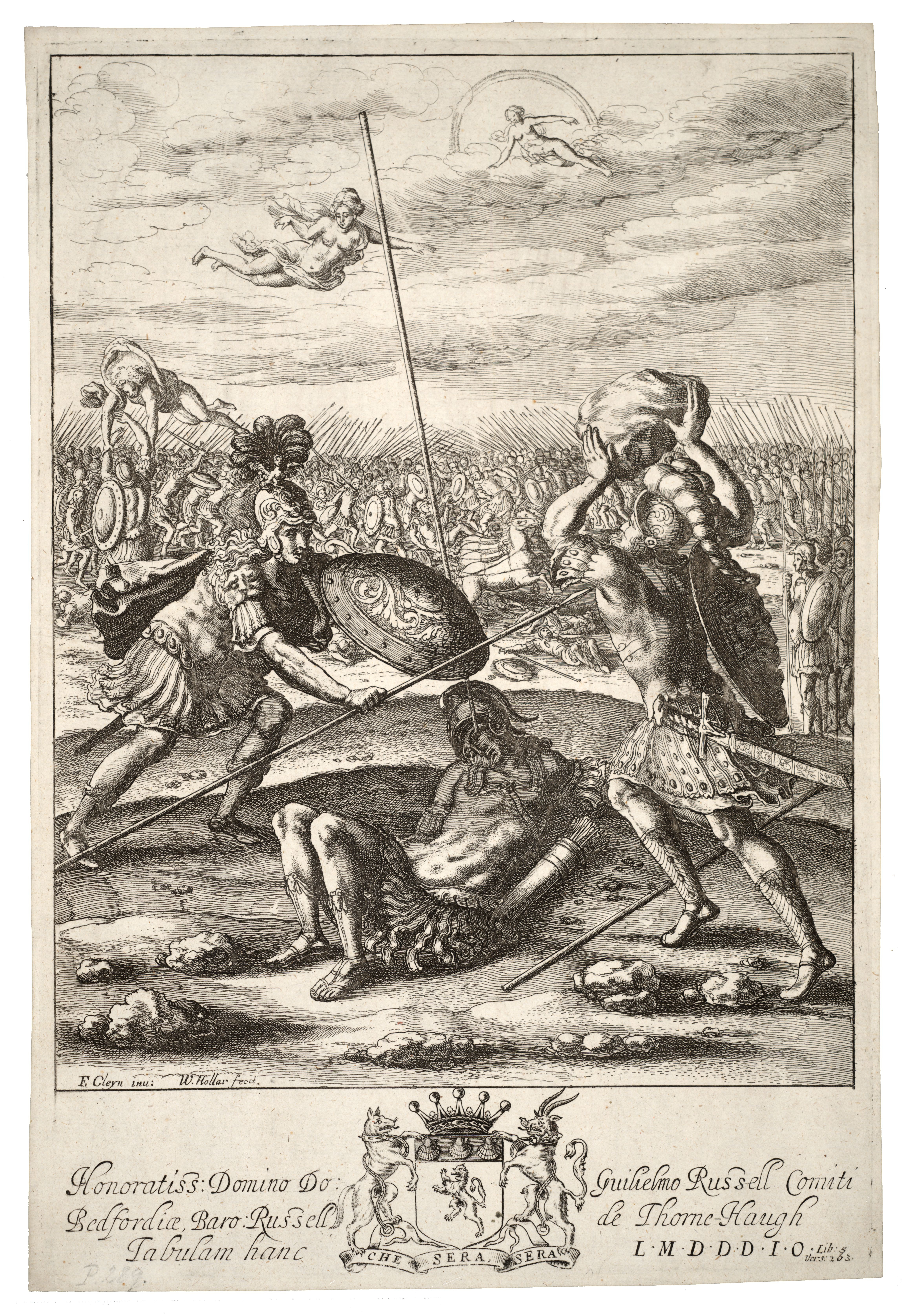
Diomede ed Enea di Wenceslaus Hollar

Atena diede a Diomede l'ispirazione di realizzare un massacro di nemici sul campo: simile all'astro della canicola, sotto le sue armi si accese un fuoco. Lo affrontarono allora due guerrieri, che combattevano su un carro, figli di Darete, sacerdote di Efesto a Troia, i quali gli corsero incontro: uno di questi, Fegeo, cercò di colpirlo con la sua lancia, ma lo mancò. L'eroe scagliò a sua volta l'asta contro di lui e colse il nemico in pieno petto, facendolo precipitare morto dal cocchio.
Diomede, nella battaglia che seguì al duello fra Paride e Menelao, uccise Pandaro, che combatteva sul carro da guerra in compagnia di Enea. Quest'ultimo lasciò incustodito il carro (che verrà poi portato al campo greco da Stenelo, fedele compagno d'armi e auriga di Diomede) per difendere il corpo dell'amico dagli assalti greci.
(Omero, Iliade, Canto V, vv. 299-302)

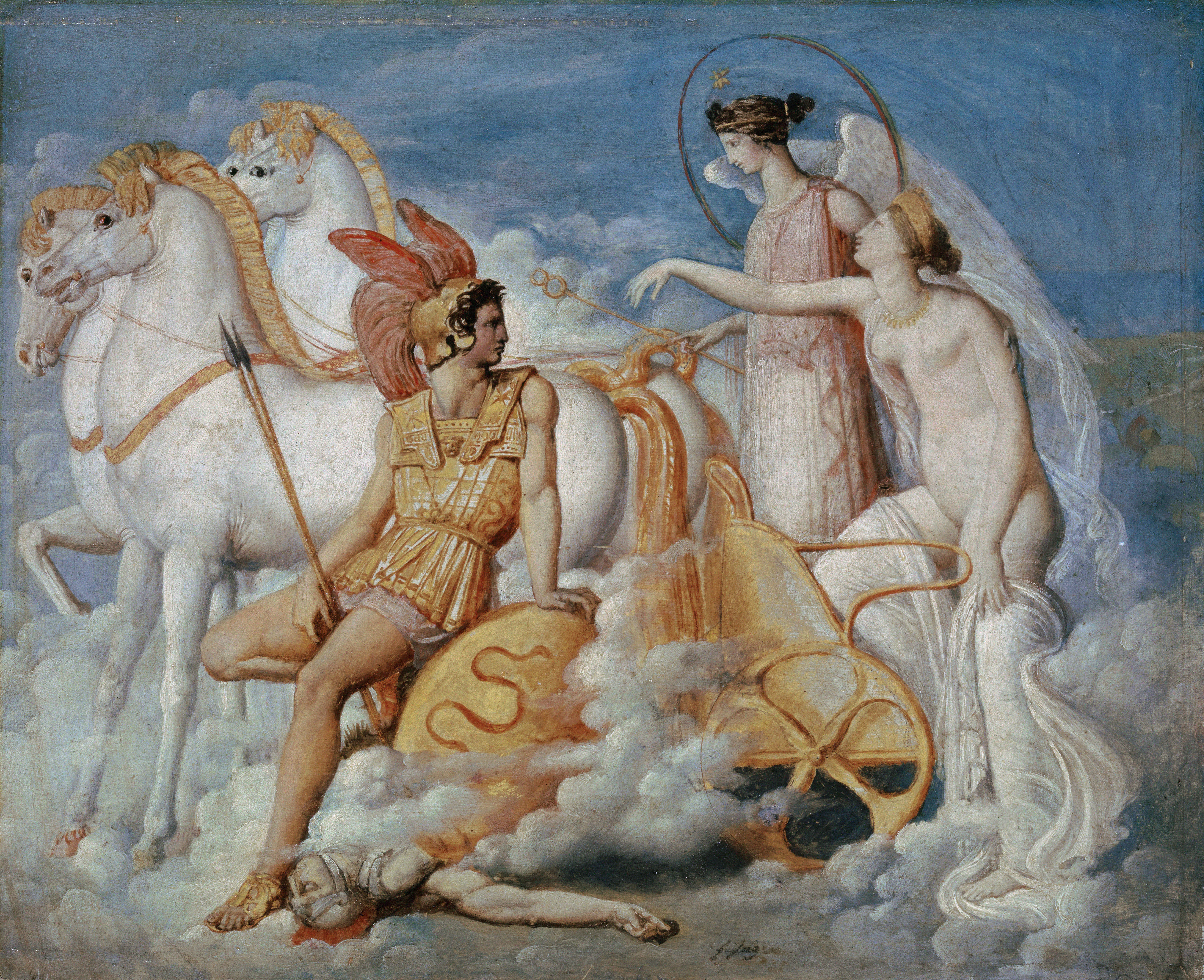
Venere ferita da Diomede di Jean-Auguste-Dominique Ingres (1800), Kunstmuseum Basel, Svizzera

Affrontò dunque Enea, che rimase ferito a causa di un masso scagliato dal greco. L'eroe troiano venne salvato dalla madre che lo avvolse nel suo velo per portarlo in salvo. Diomede, non temendo l'ira della dea, la ferì ad una mano costringendola alla fuga.
Apollo corse in aiuto di Afrodite, che riuscì in tal modo a fuggire sull'Olimpo, insieme a Iris. Apollo, inoltre, portò in salvo Enea nel proprio tempio di Pergamo, dove venne curato da Artemide e Latona. Al suo posto combatté sul campo un fantasma con le sue sembianze. Apollo apostrofò allora Diomede con queste parole: “Tu, mortale, non tentare il confronto con gli dei!”. 
Nel frattempo, Enea, guarito, venne riportato da Apollo nel campo di battaglia. Ares, chiamato da Apollo per contrastare Diomede, venne invece ferito al ventre dall'eroe acheo; il dio dovette uscire dalla battaglia e rifugiarsi sull'Olimpo dal padre Zeus, che lo rimproverò per la sua frenesia di guerra e lo fece poi curare da Peone.

#### Diomede e Glauco

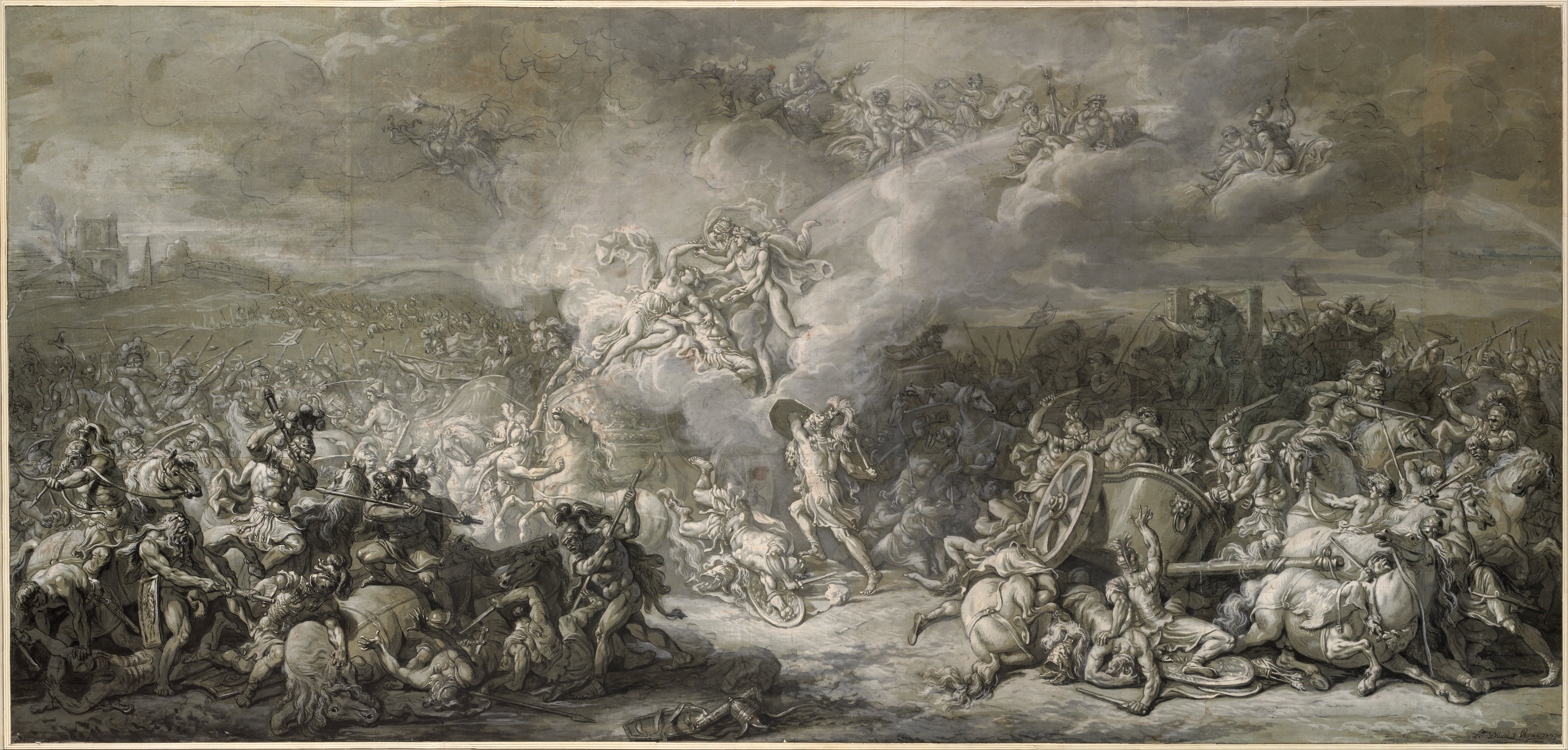
Il combattimento di Diomede, Jacques-Louis David, 1776, Albertina, Vienna

Diomede non era solo furia e impeto. Egli diede nel pieno della lotta un'altissima prova di lealtà e di spirito cavalleresco: fu poco prima di intraprendere il duello con Glauco, il nobile di Licia, che si batteva a fianco dei Troiani. È questo uno degli episodi più toccanti dell'Iliade: dopo aver chiesto al nemico il suo nome, Diomede si rese conto che l'uomo che aveva di fronte era legato da un antico vincolo di amicizia e di ospitalità con la propria famiglia. Gettò allora la spada a terra e i due nemici, anziché scontrarsi, si strinsero la mano e si scambiarono le armi, secondo consuetudine. Glauco, preso dall'entusiasmo del gesto e noncurante del loro valore, scambiò le sue armi d'oro con armi di bronzo, pari al valore di cento buoi per nove buoi.
(Omero, Iliade, canto VI, vv. 215-236)

#### Diomede e Ulisse

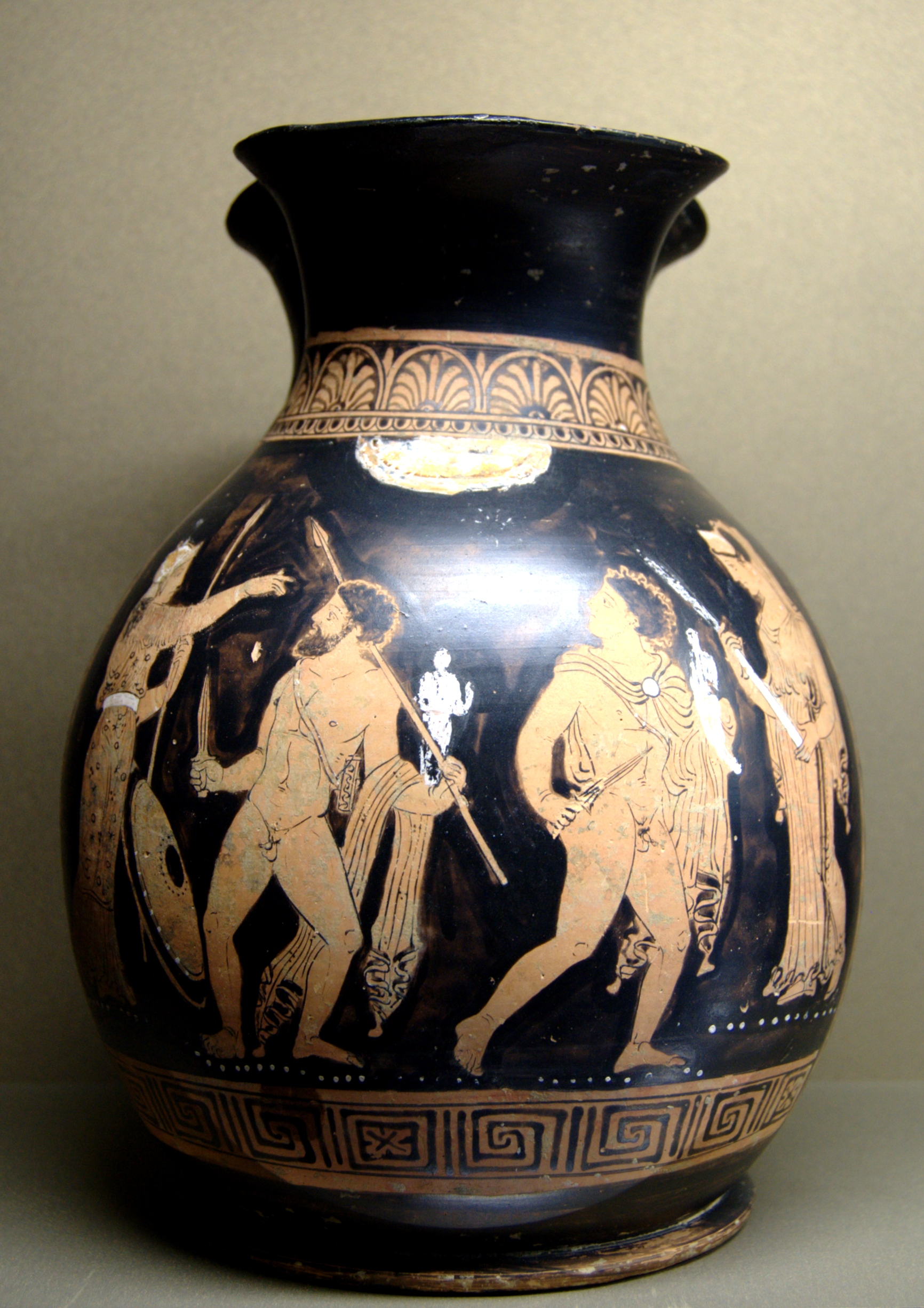
Ulisse e Diomede sottraggono il Palladio. Oinochoe apula da Reggio Calabria (360-350 a.C.). Museo del Louvre

Assecondò spesso Ulisse, quando si trattò di condurre trattative delicate (sia presso Agamennone che presso Achille), e con lui compì varie imprese pericolose, tra cui il furto del Palladio (la statua da cui dipendevano le sorti di Troia), e l'incursione notturna nell'accampamento del giovane re tracio Reso, che Diomede colpì con la spada mentre dormiva. Narra Omero che il sonno di Reso, famoso russatore, fu quella notte più rumoroso che mai, essendogli apparso in sogno il suo assassino.

### Dopo la caduta di Troia

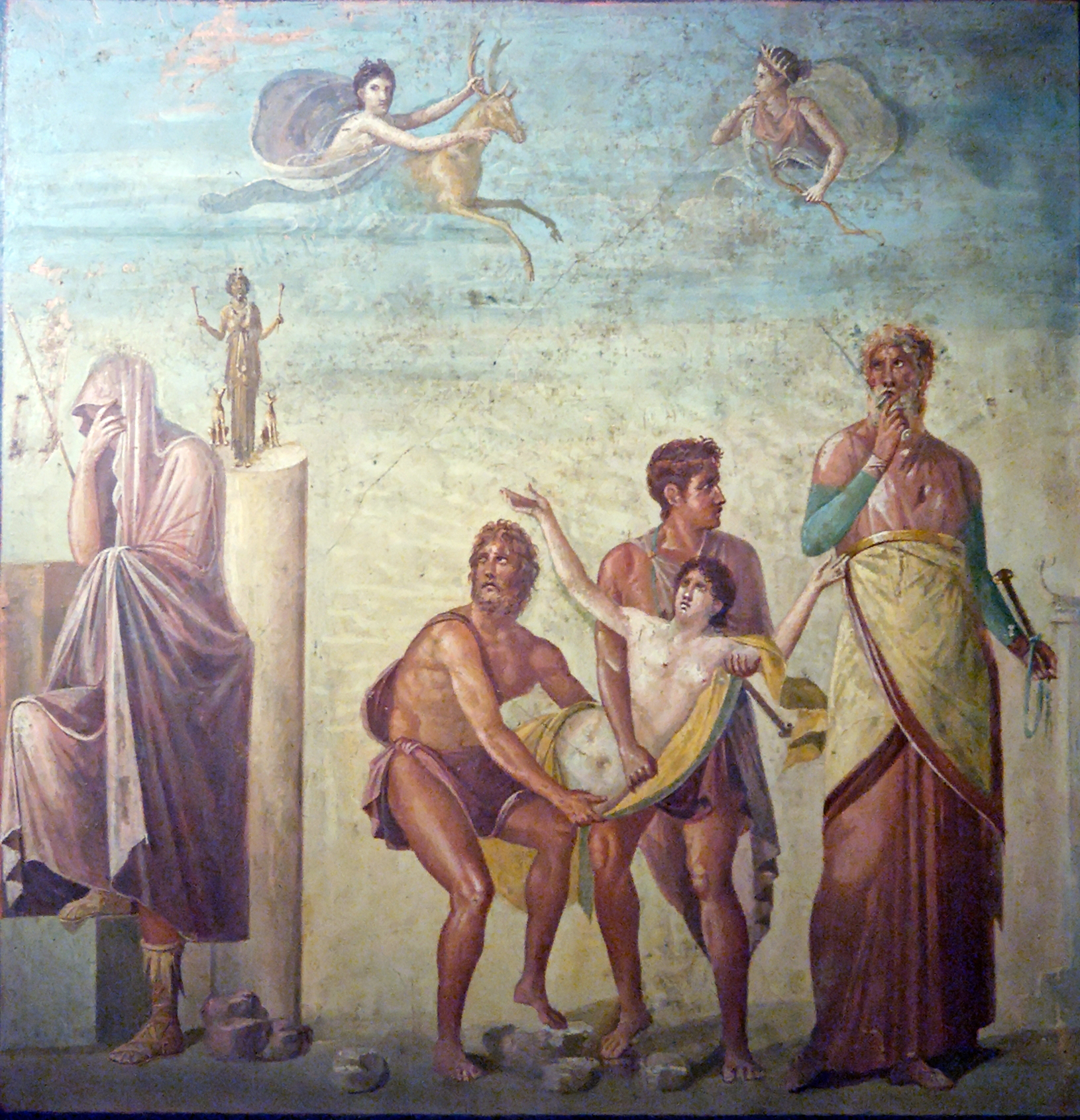
Sacrificio di Ifigenia: la figlia di Agamennone viene portata di peso da Ulisse e Diomede al sacerdote Calcante, pronto a sacrificarla ad Artemide, il cui simulacro è a sinistra sulla colonna. Agamennone, completamente avvolto nel suo mantello, impotente di cambiare il volere degli dei, è racchiuso nel suo dolore. Intanto ecco arrivare dall'alto Artemide che salverà Ifigenia sostituendola con una cerva. Mosaico del I secolo, oggi al Museo Archeologico di Napoli

Dopo che Troia fu conquistata, Diomede viaggiò per tornare ad Argo, con una veloce navigazione favorita da Afrodite, desiderosa di accelerare il ritorno dell'eroe in patria, dove aveva intenzione di vendicarsi dell'offesa subita durante la guerra.
Secondo una variante del mito, invece, una tempesta suscitata da Afrodite, sempre per vendicare l'offesa subita, spinse Diomede sulle coste della Licia: qui fu sul punto di essere sacrificato ad Ares dal re Lico, che voleva vendicare la morte di Sarpedonte caduto a Troia, ma poté salvarsi per l'intervento di Calliroe, figlia del re, che lo aiutò a ripartire. Secondo alcune fonti Diomede sarebbe poi sbarcato per errore ad Atene, e qui avrebbe perso il Palladio, finito nelle mani di Demofonte.
Arrivato ad Argo, Diomede ebbe un'amara sorpresa: né sua moglie Egialea, né i suoi sudditi lo ricordavano più, in quanto Afrodite aveva cancellato il ricordo di Diomede dalla loro memoria. Secondo una variante del mito, Egialea, ispirata dalla dea, tradì Diomede con Comete, il giovane figlio di Stenelo, e gli tese molti agguati, sempre su istigazione di Afrodite.

### Viaggio di Diomede, eroe della civilizzazione

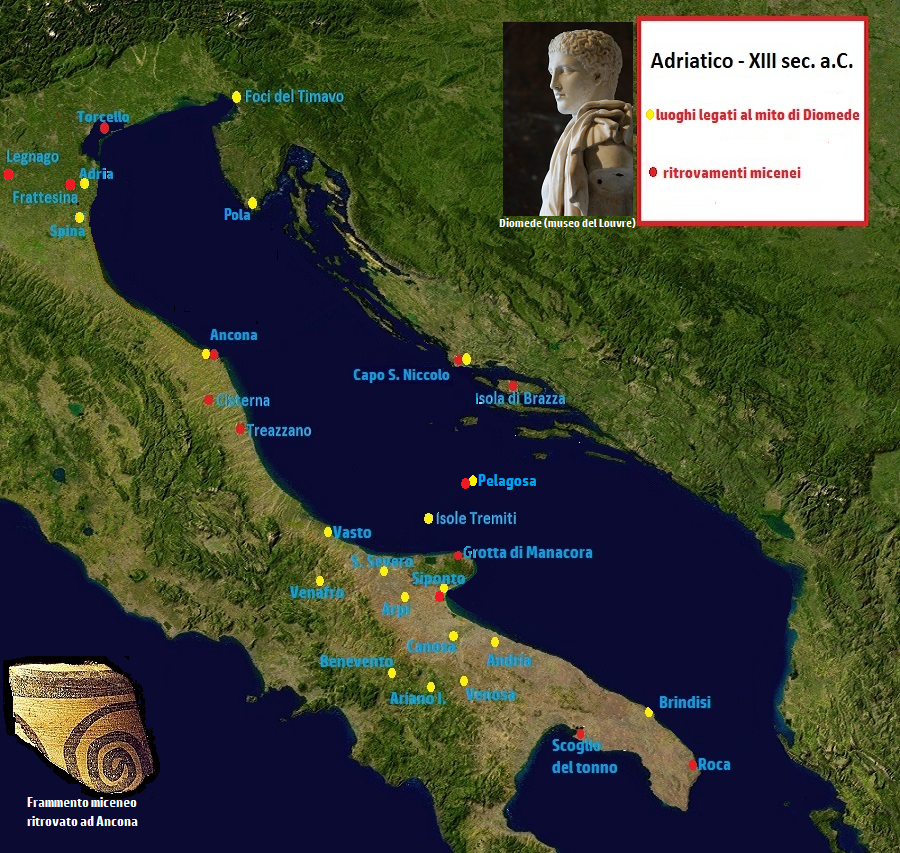
Luoghi legati al mito di Diomede e ritrovamenti micenei.

Diomede decise di abbandonare la città, imbarcandosi per l'Italia insieme ai suoi compagni: Acmone, Lico, Idas, Ressenore, Nitteo, Abante. Dopo aver errato a lungo nel mare Adriatico si fermò in più porti insegnando alle popolazioni locali la navigazione e l'addomesticamento ed allevamento del cavallo. La diffusione della navigazione forse aveva l'intento di ottenere il perdono dalla dea nata dalla spuma del mare e considerata divinità della buona navigazione (Afrodite euplea). In ogni caso si realizza così una straordinaria trasformazione: da campione della guerra Diomede diventa l'eroe del mare e della diffusione della civiltà greca. Era infatti venerato come benefattore ed ecista ad Ankón (Ancona), città nella quale è nota la presenza di un suo tempio, a Pola, a Capo San Niccolò (in Dalmazia), a Vasto, a Lucera e all'estremo limite dell'Adriatico: alle foci del Timavo. In questi luoghi il culto di Diomede si era sovrapposto a quello del Signore degli animali, un'antichissima divinità dei boschi.
La caratteristica di civilizzatore viene rafforzata dalla fondazione di molte città italiane, tra cui Vasto (Histonium), Andria, Brindisi, Benevento, Ceglie Messapica (Kailia), Argiripa (Arpi) presso l'attuale Foggia, Siponto presso l'attuale Manfredonia, Canusio (Canosa di Puglia), Equo Tutico (Ariano Irpino), Drione (San Severo), Venafrum (Venafro) e  infine Venusìa (Venosa). La fondazione di quest'ultima città, come lo stesso toponimo (da Venus) ricorda, coincide con il perdono ottenuto da Afrodite, in seguito al quale si stabilì in Italia meridionale e si sposò con la figlia del Re del popolo dei Dauni: Evippe.
Stretto fu il rapporto tra l'eroe e la Daunia. Il primo contatto con questa terra si ebbe con l'approdo alle isole che da lui avrebbero preso il nome di Insulae Diomedeae, tradizionalmente identificate con le isole Tremiti.
Sbarcò quindi nell'odierna zona di Rodi, sul Gargano alla ricerca di un terreno più fecondo e si spostò a sud dove incontrò i Dauni, che prendevano il nome dal loro re eponimo, Dauno, figlio di Licaone e fratello di Enotro, Peucezio e Japige.

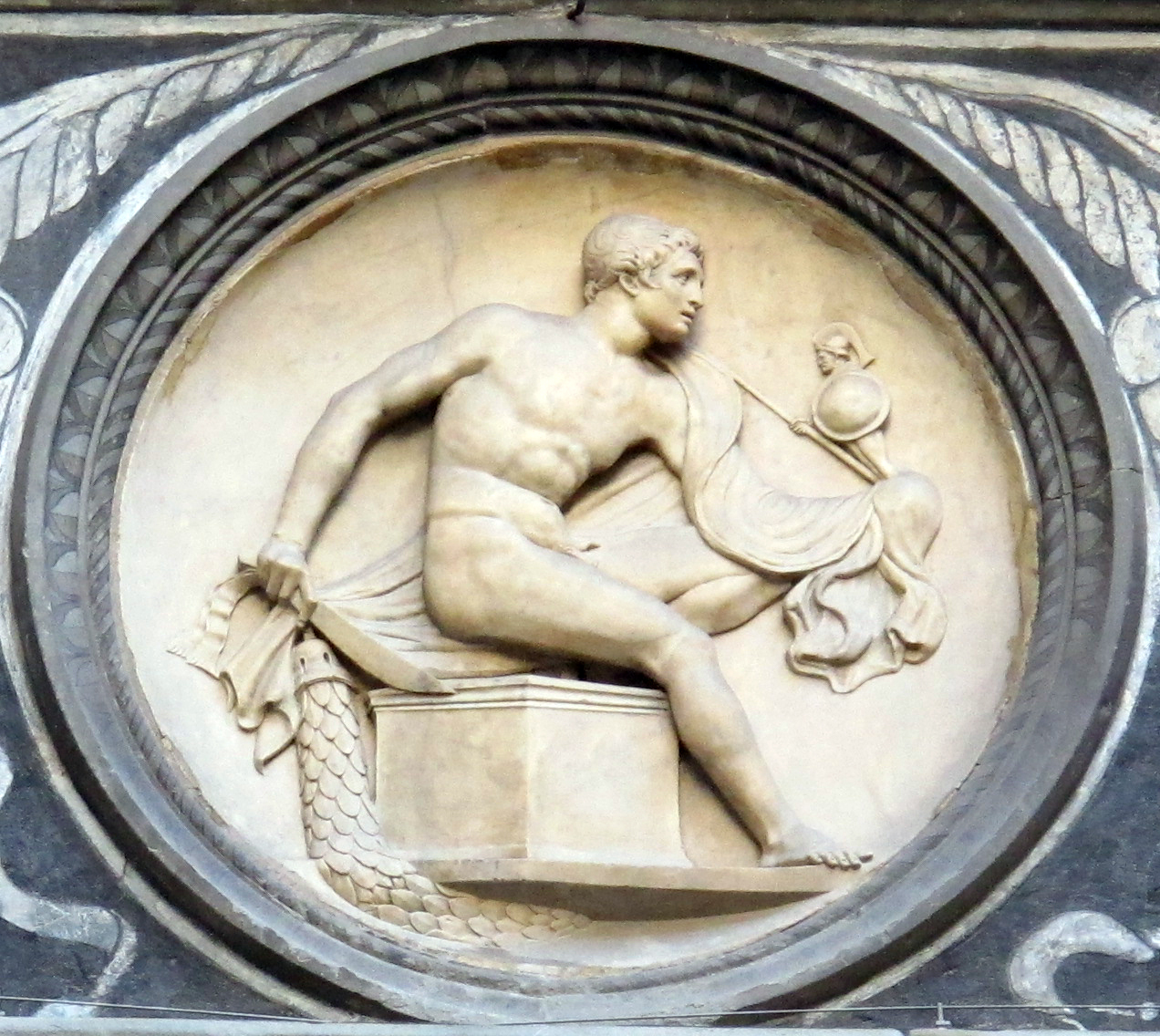
Diomede in una scultura di Bertoldo, nel cortile di Michelozzo del Palazzo Medici Riccardi

Diomede si guadagnò le simpatie di Dauno il re che "pauper aquae agrestium regnavit populorum" e dopo avergli prestato valido aiuto nella guerra contro i Messapi, per il suo alto valore militare - victor Gargani - ebbe in sposa la figlia Evippe (secondo alcuni si chiamava Drionna, secondo altri Ecania) ed in dote parte della Puglia - "dotalia arva"-, i cosiddetti campi diomedei, "in divisione regni quam cum Dauno". Fu allora che fondò Siponto, detta così dal nome greco sipius, a motivo delle seppie sbalzate sulla riva da onde gigantesche.
Virgilio nell'Eneide ci racconta che i Latini e i Rutuli, bisognosi di alleati per scacciare Enea dalla loro terra, chiedono aiuto a Diomede, ricordando i trascorsi tra i due eroi. Diomede, però sorprende gli ambasciatori a lui pervenuti, rifiutando di combattere il suo antico nemico ed anzi invocando la pace tra i popoli. In questo modo, Virgilio ci presenta un Diomede che ha subito una seria trasformazione, e che prova repulsione per il sangue versato in guerra; egli è ora tollerante e pacifista. Secondo il poema latino, Diomede non è genero di Dauno, che è invece padre di Turno, il re dei Rutuli.

### Morte

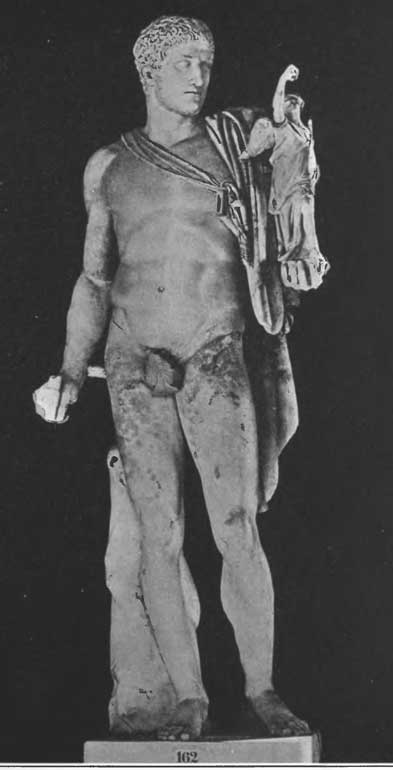
Scultura di Diomede con il Palladio nella Gliptoteca di Monaco di Baviera

Secondo gli scolii dell'Alessandra di Licofrone, che rappresentano la tradizione più diffusa, Diomede fu ucciso da Dauno a causa della spartizione di un bottino; invece, nelle Metamorfosi di Antonino Liberale, Diomede sposò la figlia di Dauno e morì di vecchiaia.

La scena del film 8½ di Federico Fellini nella quale un cardinale racconta a Marcello Mastroianni della leggenda sulla morte dell'eroe

Strabone (VI, 3, 9) elenca addirittura quattro diverse varianti sulla fine dell'eroe. Una afferma che nella città di Uria Diomede stava facendo un canale verso il mare, quando fu richiamato in patria ad Argo, dove morì. La seconda afferma che rimase a Uria fino alla fine della sua vita. La terza narra che scomparve sull'isola disabitata di Diomedea (chiamata così in suo onore e identificata in San Domino, una delle Tremiti o Diomedee), dove secondo la leggenda vivono i suoi compagni trasformati da Afrodite in grandi uccelli marini, le diomedee, il che implica una sorta di deificazione. La quarta variante sostiene che Diomede ebbe un'apoteosi misteriosa nel paese dei Veneti.
Una tradizione identifica in una spiaggia dell'isola di San Nicola il luogo della sua sepoltura. Nel film di Federico Fellini 8½, un cardinale racconta questa storia all'attore Marcello Mastroianni.

### Immortalità
(Pindaro, Nemea X)
Secondo il racconto omerico, Diomede ricevette da Atena l'immortalità, che non aveva dato a suo padre. Per raggiungere l'immortalità, uno scolio di Nemea X dice che Diomede sposò Ermione, l'unica figlia di Menelao ed Elena, e vive coi Dioscuri come un dio immortale godendosi anche gli onori di Metaponto e Turi.

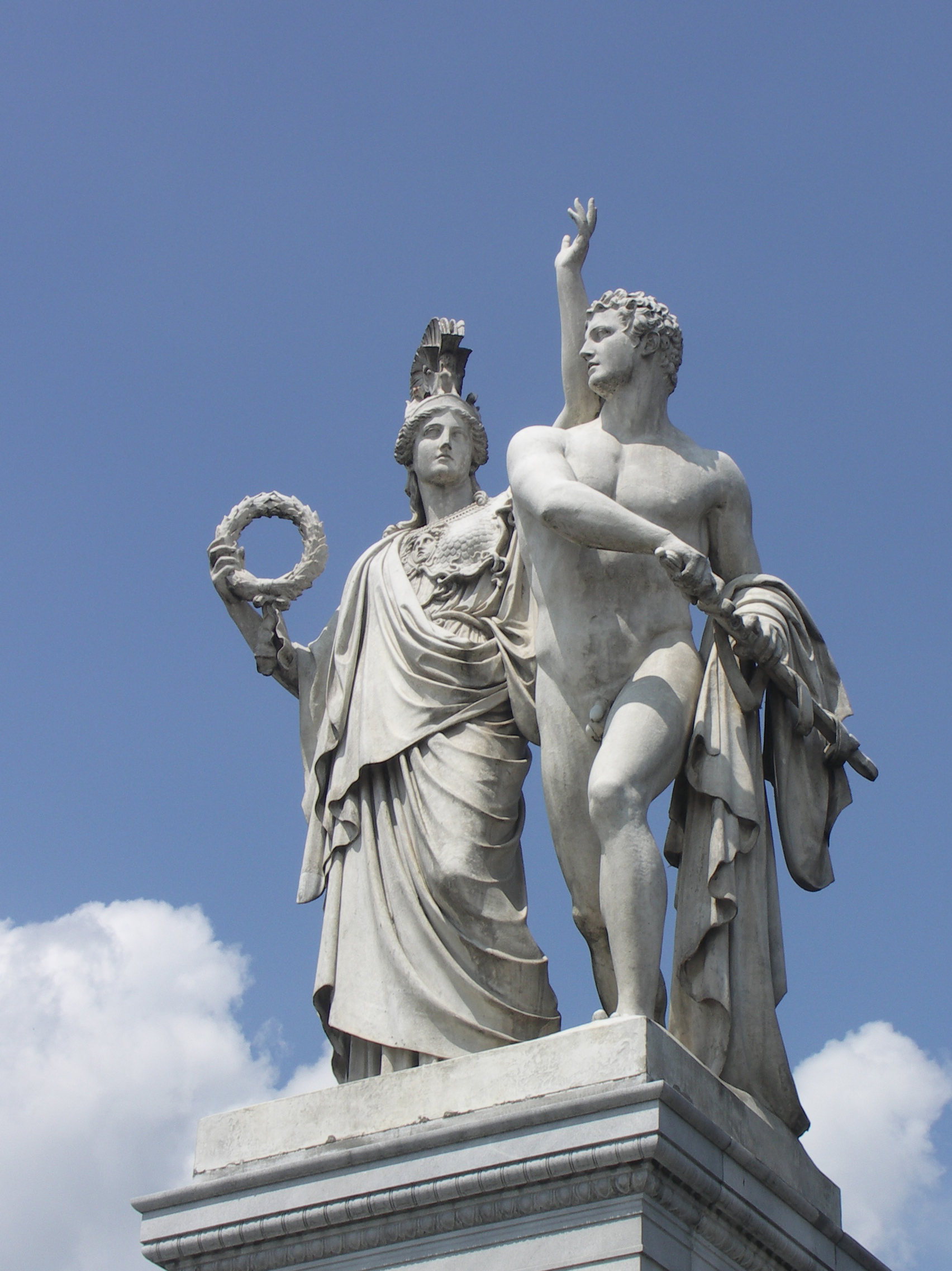
Statua di Diomede e Atena a Berlino

Era adorato come un essere divino sotto vari nomi in Italia, dove statue di lui esistevano ad Argi, Metaponto, Turi e in altri luoghi. Nell'Adriatico c'era un tempio consacrato a Diomede ad Ankón, l'attuale Ancona, nello sperone più settentrionale del promontorio su cui sorge la città; un altro tempio sorgeva alle foci del Timavo, dove l'eroe era venerato con l'epiteto tratto dal nome del fiume. Ci sono tracce del culto di Diomede anche in Grecia.
Le prime due tradizioni elencate da Strabone non danno alcuna indicazione sulla divinità se non più tardi attraverso un culto eroe, e le altre due dichiarano fortemente l'immortalità di Diomede come più di un semplice eroe di culto.

## Diomede nellaCommediadi Dante Alighieri
(Dante, Inferno - Canto ventiseiesimo, vv. 55-63)

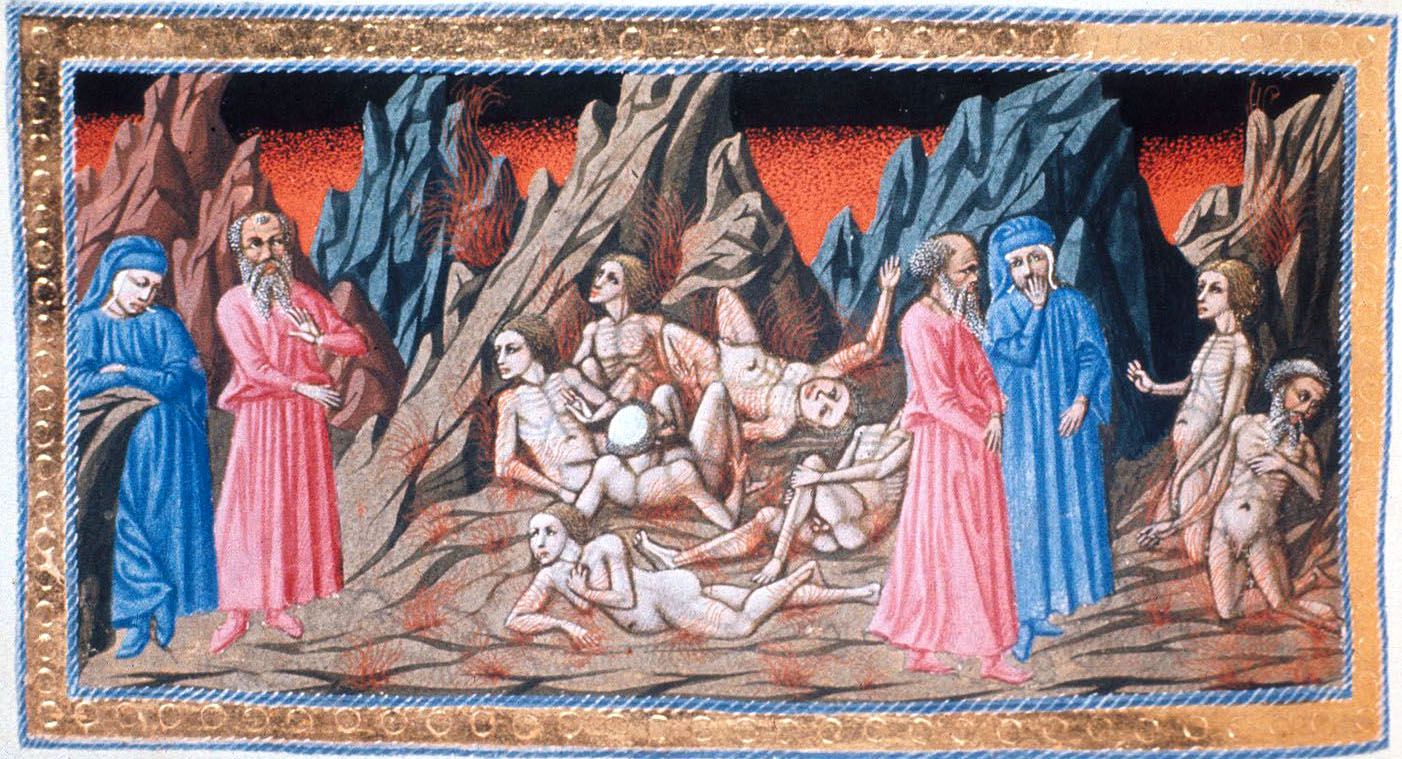
Particolare di una miniatura della Divina Commedia in cui Dante e Virgilio incontrano Ulisse e Diomede tra i cattivi consiglieri, Priamo della Quercia (XV secolo)

Dante Alighieri (Inferno - Canto ventiseiesimo) colloca Diomede nell'VIII bolgia dell'VIII cerchio, quella dei consiglieri fraudolenti, che in vita agirono con inganno e di nascosto; la loro pena nell'inferno sarà quindi quella di essere celati dalle fiamme alla vista altrui. Egli infatti si trova avvolto in una fiamma a due capi insieme a Ulisse, poiché proprio con lui andò nottetempo a rubare il Palladio, la statua di Atena protettrice della città di Troia.

## Vittime di Diomede

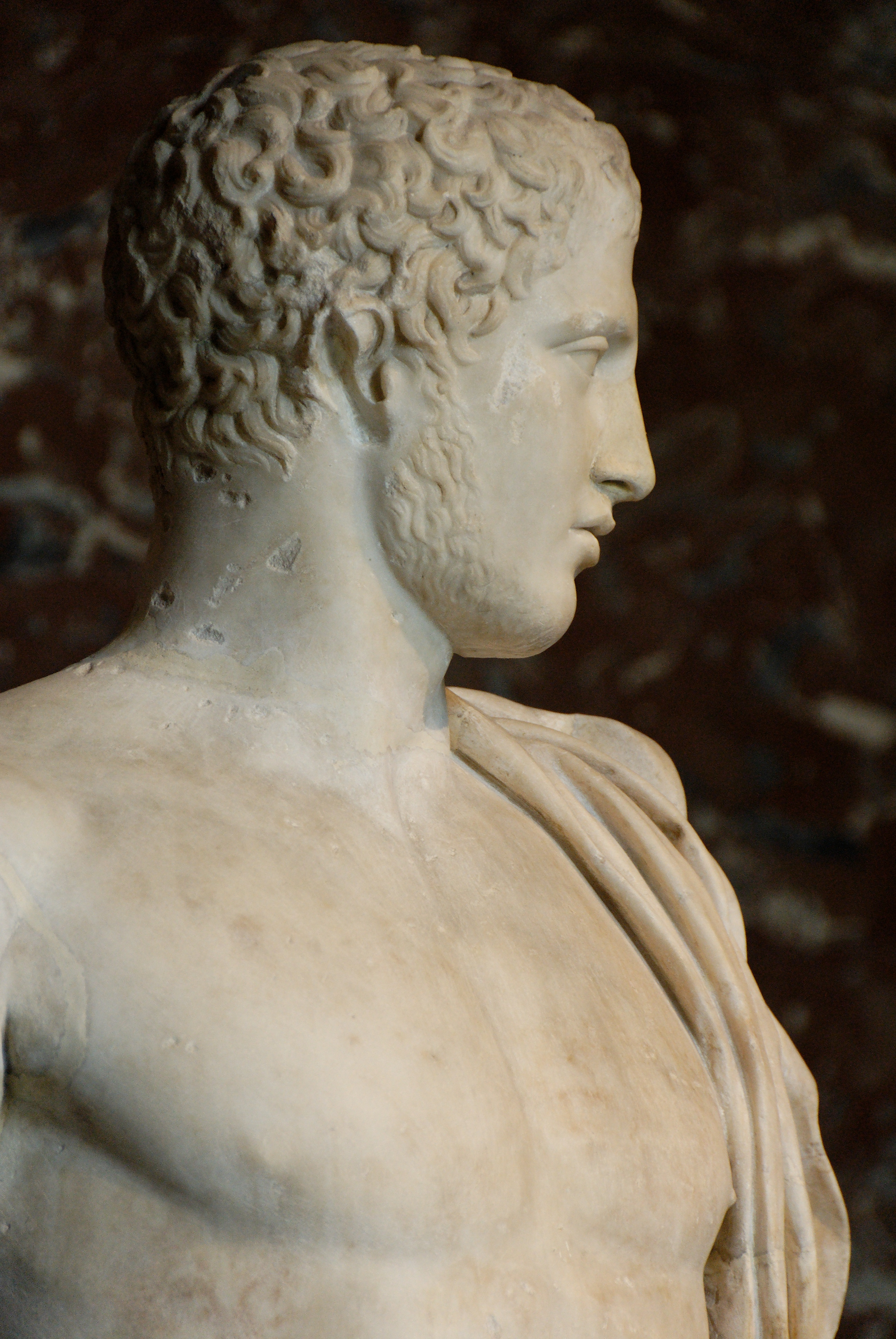
Diomede del Louvre (particolare)

1. Fegeo - Figlio di Darete (libro V, 17-19)
2. Astinoo - (libro V, 144-147)
3. Ipeirone - (libro V, 144-147)
4. Abante - Figlio di Euridamante (libro V, 148-151)
5. Polido - Figlio di Euridamante (libro V, 148-151)
6. Xanto - Figlio di Fenope (libro V, 152-158)
7. Toone - Figlio di Fenope (libro V, 152-158)
8. Cromio - Figlio di Priamo (libro V, 159-165)
9. Echemmone - Figlio di Priamo (libro V, 159-165)
10. Pandaro - Figlio di Licaone, abile arciere (libro V, 290-296)
11. Assilo - Figlio di Teutra, proveniente da Arisbe (libro VI, 12-19)
12. Calesio - Auriga e scudiero di Assilo (libro VI, 17-19)
13. Eniopeo - Figlio di Tebeo (libro VIII, 118-123)
14. Dolone - Araldo troiano, figlio di Eumede (libro X, 455-459)
15. Reso - Re dei Traci, figlio di Eioneo (libro X, 482-497)
16. Adrasto - Re di Adrastea, figlio di Merope l'indovino (libro XI, 328-334)
17. Anfio - Re di Pitiea, fratello del precedente (libro XI, 328-334)
18. Timbreo - Re asiatico (libro XI)
19. Agastrofo - Eroe, figlio di Peone (libro XI)
20. Agelao - Figlio di Fradmone (libro VIII)

Diomede uccise 20 dei 362 nemici caduti contro i Greci, cui vanno aggiunti i 12 guerrieri traci agli ordini di Reso colpiti nel sonno insieme al loro signore; quindi in totale 33.